# Thalasseus acuflavidus eurygnathus
El gaviotín pico amarillo, gaviotín de Cayena, o charrán patinegro sudamericano (Thalasseus acuflavidus eurygnathus) es una de las dos subespecies de la especie Thalasseus acuflavidus, integrante del género Thalasseus de la familia Sternidae, la cual habita en costas marinas orientales de América del Sur.  

## Distribución
Thalasseus acuflavidus eurygnathus se reproduce desde Venezuela, Surinam, Brasil, y el Uruguay, hasta la Patagonia de la Argentina. No lo hace de manera continua, sino sólo en contadas colonias, separadas por cientos o miles de kilómetros sin ocurrencia de nidificación, mayormente por falta de hábitat reproductivo adecuado o por extinciones locales a causa de disturbios durante el período reproductivo, habiendo sufrido una fuerte colecta de sus huevos por parte de pescadores. Los ejemplares de las costas marinas de las pampas de la Argentina, Uruguay, y sur de Brasil no nidifican en esas regiones, sino que son migrantes no reproductivos desde las colonias del Brasil oriental y la Patagonia.
Esta subespecie se reproducen en simpatría con T. a. acuflavidus en algunas de las islas del Caribe, generando poblaciones híbridas.

## Características
Esta subespecie muestra un copete crestado negro —que nace en la base del pico—, el cual se reduce a una franja nucal negra en la época invernal. Su pico es largo fino, algo curvo, y de color completamente amarillo. Posee el plumaje de las partes superiores de su cuerpo de color gris pálido, mientras que el de las inferiores es de color blanco. la cola es blanca, y bien furcada. las patas son negras. El joven muestra el dorso manchado de pardo, y el pico de color negro.

## Costumbres
Como todos los demás charranes del género Thalasseus se alimenta zambulléndose en el agua para pescar, normalmente en ambientes marinos. Su dieta está integrada mayormente por distintas especies de peces.
Reproducción
Se reproduce, generalmente de manera colonial, en islas o costas muy poco perturbadas. Coloca en una concavidad del terreno sus huevos, los que presentan manchas cafés y negras, para generar un perfecto camuflaje con el medio que los rodea. 

## Taxonomía
Esta subespecie fue descrita originalmente por el ornitólogo británico Howard Saunders en el año 1876.
Esta subespecie está estrechamente emparentada con el charrán patinegro europeo (Thalasseus sandvicensis) del cual, hasta el año 2009, era sólo una subespecie, pero estudios de su ADN permitieron demostrar que ambos taxones son especies plenas.
Al mismo tiempo, y hasta comienzos del siglo XXI se la situó en el género Sterna.